# Рафаель Лусваргі
Рафаель Маркес Лусваргі (порт. Rafael Marques Lusvarghi; нар. 1982, Сан-Паулу, Бразилія) — бразильський військовий найманець, терорист проросійських збройних угрупувань, а згодом — російських окупаційних корпусів на Донбасі. 31 липня 2019 року вступив у законну силу вирок Павлоградського суду, яким Лусваргі засуджений на 13 років позбавлення волі за участь у непередбачених законом збройних формуваннях, участь у діяльності терористичних організацій.

## Життєпис
Народився 1984 року в Сан-Паулу, Бразилія, в родині угорського походження.
У віці 18 років вступив до Французького іноземного легіону, де здійснював службу протягом трьох років. Відвідував Росію з наміром влаштуватися до збройних сил, але не був прийнятий (через іноземне громадянство), після чого повернувся до Південної Америки. Закінчив академію військової поліції у Бразилії та навчався в Курському державному університеті. Має навички альпінізму, військового лижника, радиста, знає, як захоплювати та утримувати заручників, працювати з вибуховими речовинами. Певний час був співробітником військової поліції Бразилії (Polícia Militar). За його словами, їздив до Колумбії, де вступив до терористичної марксистської організації «Революційні збройні сили Колумбії» (ФАРК).
У 2014 році в Сан-Паулу арештований за підозрою в насильницьких діях та організації вибуху під час протестів проти проведення чемпіонату світу з футболу. Провів 45 днів за ґратами, але був виправданий судом.

### Участь у військових діях на Донбасі
У вересні 2014 року транзитом через Москву прибув на тимчасово окуповану територію України, де приєднався до бандформування ЛНР «Прізрак» на чолі з Олексієм Мозговим та «донських козаків» Павла Дрьомова. Був командиром загону «Вікінг», сформованого з іноземців.
26 квітня 2015 року у ході боїв за Донецький аеропорт потрапив під мінометний обстріл, в результаті чого був поранений.
6 жовтня 2016 року співробітники столичної прокуратури та Головного управління СБУ у Києві та Київській області затримали Рафаеля Лусваргі в аеропорту «Бориспіль».

### Суд в Україні
На підставі даних слідства СБУ прокуратура обвинувачувала Рафаеля Маркуса Лусваргі у вчиненні злочинів, передбачених ч. 1 ст. 258-3 та ч. 2 ст. 260 КК України — «участь у терористичній групі чи терористичній організації» (санкція — від 8 до 15 років ув'язнення) та «участь у діяльності не передбачених законом збройних формувань» (від 3 до 8 років). 25 січня 2017 року Печерський районний суд міста Києва виніс вирок терористу — 13 років позбавлення волі з конфіскацією майна.
27 серпня 2017 року Апеляційний суд міста Києва скасував вирок Печерського суду та відправив на новий розгляд до суду першої інстанції.

### Після суду
29 квітня 2018 року журналісти «Радіо Свобода» виявили його в Свято-Покровському Голосіївському монастирі УПЦ (МП), що викликало особливий розголос у ЗМІ та соціальних мережах.
4 травня 2018 року представники організації С14 та партії «Національний корпус» затримали Рафаеля Лусваргі та привели його до будівлі Служби безпеки України у Києві.
2 травня 2019 року засуджений Павлоградським міськрайонним судом Дніпропетровської області на 13 років за участь у не передбачених законом збройних формувань та участь у діяльності терористичних організацій за ч.1 258-3, ч.2 ст. 260 КК України. Судом призначене покарання у вигляді 13 років, із раніше запрошених 14 років обвинуваченням. 31 липня 2019 року після рішення Дніпровського апеляційного суду Києва вирок набув законної чинності.
Наприкінці грудня 2019 було вирішено здійснити обмін Лусваргі разом з іншими терористами на українських військовополонених з Росії, що відбувся 29 грудня.
10 травня 2021 року у бразильському штаті Сан-Паулу місцева поліція затримала Лусваргі. У його будинку знайшли 25 кг маріхуани та близько 300 9-мілліметрових набоїв.